# 394 v.Chr.
Het jaar 394 v.Chr. is een jaartal volgens de christelijke jaartelling.

## Gebeurtenissen

### Griekenland
- Slag bij Nemea: In Korinthië verslaat Sparta de Atheners en Thebanen, bij de stad Nemea.
- Slag bij Cnidus: De Perzische vloot onder Conon vernietigt bij Cnidus de zeemacht van Sparta.
- Slag bij Coronea: Agesilaus II van Sparta verslaat wederom de Thebanen en trekken zich terug naar de berg Helikon.
- Pausanias II sterft in ballingschap in Tegea.

## Geboren
- Polyperchon (~394 v.Chr. - ~303 v.Chr.), Macedonische veldheer en regent van Alexander IV van Macedonië

## Overleden
- Pausanias II, koning van Sparta